# Timothy Adams
Timothy Christopher Adams (Belleville, New Jersey, 1967. augusztus 4. –) amerikai színész és modell.
Szinkronszínészként a Grand Theft Auto IV videójátékban szereplő Brucie Kibbutz hangjaként ismert. Feltűnt a Sunset Beach című sorozatban, Casey Mitchum szerepében, valamint a Bad Boys 2. – Már megint a rosszfiúk és a Die Hard – Az élet mindig drága című filmekben is mellékszerepléseket vállalt.

## Fiatalkora
A New Jersey-i Belleville-ben született, majd Harrisonban nőtt fel, öt testvér közül ő volt a középső. North Arlingtonban a Queen of Peace High School, Harrisonban pedig a Harrison High School diákja volt. Számítástechnikából diplomázott a New Jersey City University-n. Ezután egy fuvarozó vállalat üzleti partnere lett, mielőtt elkezdte volna a karrierjét a szórakoztatóiparban. Színészként akkor kezdett ismertté válni, amikor egy modellügynökséggel kötött szerződést.

## Pályafutása
Első filmszerepe a Die Hard – Az élet mindig drága című 1995-ös akciófilmben volt. Ezt követően a rövid életű, az NBC csatorna által közvetített Sunset Beach című szappanoperában Casey Mitchum szerepét kapta meg. Néhány televíziós műsor és film után visszatért a szappanoperákhoz, Rob Layne szerepét alakítva a Vezérlő fény 2000-es epizódjaiban.
2003-ban a Bad Boys 2. – Már megint a rosszfiúk című akciófilmben mellékszereplőként Will Smith és Martin Lawrence partnere volt.
Modellként John Yannella fotós fedezte fel, miközben 1997–1999 között a Sunset Beach-sorozatban játszott, Adams ezután lett fitneszmodell. A Men’s Health magazin címoldalán számos alkalommal szerepelt, ahogy a Your Best Body at 40+ című Jeff Csatari-könyvbe is bekerült modellként.
2003-tól kisebb-nagyobb megszakításokkal, visszatérő szereplőként Adams Ron Walsht játszotta az ABC One Life to Live című szappanoperájában. Vendégszereplőként feltűnt a Ments meg! című, tűzoltókról szóló tévésorozat harmadik évadjában, Mike Lombardi szerepében. 2008 áprilisában részt vett A stúdió című sitcomban, egy bulvárriportert formálva meg. 2010-ben Dr. Claytont alakította az All My Children című szappanoperában, nyolc epizód erejéig.
Ő kölcsönözte a Grand Theft Auto IV videójátékban Brucie Kibbutz hangját. A szinkronszerepet a Grand Theft Auto: The Ballad of Gay Tony és a Grand Theft Auto Online című folytatásokban is megismételte.

## Magánélete
1991-ben vette feleségül középiskolai szerelmét, Daisy Fuentes modellt és televíziós műsorvezetőt. Házasságuk 1995-ig tartott.

## Filmográfia

### Film
| Év   | Magyar cím                           | Eredeti cím               | Szerep       | Megjegyzések    |
| ---- | ------------------------------------ | ------------------------- | ------------ | --------------- |
| 1995 | Die Hard – Az élet mindig drága      | Die Hard with a Vengeance | Gunther      |                 |
| 1999 | Öngyilkos szüzek                     | The Virgin Suicides       | Buzz Romano  | Tim Adams néven |
| 2003 | Bad Boys 2. – Már megint a rosszfiúk | Bad Boys II               | DEA-ügynök   |                 |
| 2005 | Manhattan kicsiben                   | Little Manhattan          | tévés cowboy |                 |
| 2014 | A csodálatos Pókember 2.             | The Amazing Spider-Man 2  | pilóta       |                 |

### Televízió
| Év        | Magyar cím                               | Eredeti cím                       | Szerep                       | Megjegyzések |
| --------- | ---------------------------------------- | --------------------------------- | ---------------------------- | ------------ |
| 1997–1999 |                                          | Sunset Beach                      | Casey Mitchum                | 312 epizód   |
| 2000      | Vezérlő fény                             | Guiding Light                     | Rob Layne                    | 2 epizód     |
| 2002–2003 |                                          | Ocean Ave.                        | Thomas "Thom" O'Keefe        | 68 epizód    |
| 2005–2006 | Esküdt ellenségek                        | Law & Order                       | Tom McGrath / Tindell ügyvéd | 2 epizód     |
| 2005–2007 |                                          | One Life to Live                  | Ron Walsh                    | 7 epizód     |
| 2006      | Kötelező ítélet                          | Conviction                        | Bob                          | 1 epizód     |
| 2006      | Ments meg!                               | Rescue Me                         | Mike szobatársa              | 7 epizód     |
| 2006      | Esküdt ellenségek: Különleges ügyosztály | Law & Order: Special Victims Unit | Brent Allen Banks            | 1 epizód     |
| 2008      | A stúdió                                 | 30 Rock                           | NY Post fickó                | 1 epizód     |
| 2008      | Esküdt ellenségek: Bűnös szándék         | Law & Order: Criminal Intent      | Spencer London               | 1 epizód     |
| 2008      |                                          | Life on Mars                      | John Philip Fisher           | 1 epizód     |
| 2010      |                                          | All My Children                   | Dr. Clayton                  | 8 epizód     |
| 2011      | Felejthetetlen                           | Unforgettable                     | Steve Latman                 | 1 epizód     |
| 2013      | A nagy svindli                           | White Collar                      | múzeumi őr                   | 1 epizód     |
| 2013      | Mintazsaru                               | Golden Boy                        | David Reed                   | 1 epizód     |
| 2013      |                                          | Hostages                          | Jack Cahill                  | 1 epizód     |
| 2015      | Zsaruvér                                 | Blue Bloods                       | John Knight százados         | 1 epizód     |
| 2016      | Feketelista                              | The Blacklist                     | Dean Bradley                 | 1 epizód     |
| 2016      |                                          | Pearl                             | Kurt                         | próbaepizód  |
| 2018      | FBI – New York különleges ügynökei       | FBI                               | Richard Cook                 | 1 epizód     |
| 2018      | Esküdt ellenségek: Különleges ügyosztály | Law & Order: Special Victims Unit | Tyler Jones őrmester         | 1 epizód     |
| 2021      |                                          | Law & Order: Organized Crime      | Chambliss százados           | 2 epizód     |
| 2022      |                                          | Trophy Wife                       | McKenzie nyomozó             | tévéfilm     |

### Videójátékok
| Év   | Cím                                      | Szerep         | Megjegyzések                 |
| ---- | ---------------------------------------- | -------------- | ---------------------------- |
| 2008 | Grand Theft Auto IV                      | Brucie Kibbutz |                              |
| 2009 | Grand Theft Auto: The Ballad of Gay Tony | Brucie Kibbutz |                              |
| 2011 | Saints Row: The Third                    | Saint-tag      |                              |
| 2013 | Grand Theft Auto V                       | Brucie Kibbutz | csak Grand Theft Auto Online |

## Fordítás
- Ez a szócikk részben vagy egészben  a   Timothy Adams (actor) című angol Wikipédia-szócikk fordításán alapul.  Az eredeti cikk szerkesztőit annak laptörténete sorolja fel. Ez a jelzés csupán a megfogalmazás eredetét és a szerzői jogokat jelzi, nem szolgál a cikkben szereplő információk forrásmegjelöléseként.